# NGC 6776A
NGC 6776A је спирална галаксија у сазвежђу Паун која се налази на NGC листи објеката дубоког неба.
Деклинација објекта је - 63° 40' 58" а ректасцензија 19h 25m 5,8s. Привидна величина (магнитуда) објекта NGC 6776 износи 14,1 а фотографска магнитуда 14,8. NGC 6776A је још познат и под ознакама ESO 104-52, IRAS 19204-6346, PGC 63181.